# Nim's Island
Nim's Island és una pel·lícula estatunidenca del 2008 dirigida per Jennifer Flackett i Mark Levin, protagonitzada per Abigail Breslin, Jodie Foster i Gerard Butler.

## Sinopsi
El film recrea una aventura en un paradís tropical on predomina la imaginació, habitat per dues heroïnes: la valent jove Nim i l'escriptora d'aventures Alex Rover (Alexandra Rover). La Nim és una nena d'11 anys que després de morir la seva mare, una investigadora de balenes, viu en una illa amb el seu pare i els animals que habiten l'illa.
La Nim és seguidora del seu personatge literari preferit, Alex Rover, que és un gran aventurer. Ella viu amb el seu pare, un científic, i creix envoltada dels seus millors amics: els animals i els llibres d'aventures. Quan el seu pare i l'illa secreta es troben en perill, la Nim s'uneix a l'Alexandra, la creadora d'Alex Rover, una dona que pateix d'agorafòbia, per a qui arribar fins a l'illa es converteix en tot un repte. Plegades emprenen un camí ple d'aventures, inspirades en Alex Rover.